# Ille-sur-Têt
Ille-sur-Têt (på Catalansk: Illa de Tet) er en by og kommune i departementet Pyrénées-Orientales i Sydfrankrig. Ille ligger i Roussillon, som er den franske del af Catalonien.

## Geografi
Ille ligger ved floden Têt i den lille region Ribéral.
Mod øst ligger Perpignan (25 km), Millas (10 km) og Thuir (13 km). Mod vest ligger Prades (19 km).

## Historie
Ille-sur-Têt nævnes første gang i 850. Dengang en lille by beliggende omkring kirken. I det 11. århundrede blev byen befæstet med en ringmur. Som byen voksede blev der bygget en ny ringmur i det 13. århundrede og igen i det 14. århundrede. Efter Pyrenæerfreden i 1659 kom byen endeligt under Frankrig og behovet for en befæstning forsvandt. Byen spredte sig herefter uden for murene.

## Demografi

### Udvikling i folketal
| 1962                                                              | 1968  | 1975  | 1982  | 1990  | 1999  | 2006  | 2013  | 2017  |
| ----------------------------------------------------------------- | ----- | ----- | ----- | ----- | ----- | ----- | ----- | ----- |
| 5.074                                                             | 5.262 | 5.258 | 5.249 | 5.095 | 4.993 | 5.211 | 5.405 | 5.446 |
| Tal fra og med 1962 er uden dobbelttælling (sans doubles comptes) |       |       |       |       |       |       |       |       |

## Seværdigheder
- Saint Etienne (catalansk: Sant Esteve del Pedreguet) er byens store sognekirke. Den blev påbegyndt i 1664 og først færdiggjort i 1774.
- Orgues er nogle spektakulære klippeformationer tæt på Ille men på den anden side af Têt.

- I baggrunden Canigou